# Уаучинанго
Уаучинанго (на испански: Huauchinango) е град в щата Пуебла, централно Мексико. Населението му е около 59 000 души (2020).
Разположен е на 1531 метра надморска височина в Източна Сиера Мадре, на 107 километра югозападно от бреговете на Мексиканския залив и на 140 километра североизточно от град Мексико. Селището е основано от чичимеките през XII век, а днес е център на земеделски регион, известен с цветарството.

## Известни личности
Родени в Уаучинанго
- Олимпия Корал Мело (р. 1995), общественичка